# Harry Warburton
Harry Warburton   (valor desconegut, 10 d'abril de 1925 - Zúric, 2005) fou un pilot de bob suís que va competir durant la dècada de 1950.
El 1956 va prendre part en els Jocs Olímpics d'Hivern de Cortina d'Ampezzo, on disputà les dues proves del programa de bob. En la prova del bobs a dos guanyà la medalla de bronze formant equip amb Max Angst, mentre en la del bobs a quatre fou quart. En el seu palmarès també destaquen dues medalles d'or i una de plata al Campionat del món de bob.